# 竹下内閣
竹下内閣（たけしたないかく）は、前自由民主党幹事長で衆議院議員及び自由民主党総裁の竹下登が第74代内閣総理大臣に任命され、1987年（昭和62年）11月6日から1988年（昭和63年）12月27日まで続いた日本の内閣。

## 概要
2024年10月14日現在、戦後の山陰地方出身者による政権は竹下内閣と石破内閣のみである。

## 内閣の顔ぶれ・人事

### 国務大臣
- 1987年（昭和62年）11月6日任命。

| 職名                            | 氏名                                             | 氏名                                             | 所属                                             | 特命事項等                                       | 備考                                 |
| ------------------------------- | ------------------------------------------------ | ------------------------------------------------ | ------------------------------------------------ | ------------------------------------------------ | ------------------------------------ |
| 内閣総理大臣                    | 竹下登                                           |                                                  | 衆議院 自由民主党 （竹下派）                     |                                                  | 自由民主党総裁 再入閣                |
| 副総理                          | 宮澤喜一                                         |                                                  | 衆議院 自由民主党 （宮澤派）                     | 内閣総理大臣臨時代理 （副総理）                  | 再入閣 1988年12月9日辞任             |
| 副総理                          | （宮澤喜一副総理兼大蔵大臣辞任後、副総理未設置） | （宮澤喜一副総理兼大蔵大臣辞任後、副総理未設置） | （宮澤喜一副総理兼大蔵大臣辞任後、副総理未設置） | （宮澤喜一副総理兼大蔵大臣辞任後、副総理未設置） | 1988年12月9日より未設置              |
| 法務大臣                        | 林田悠紀夫                                       |                                                  | 参議院 自由民主党 （宮澤派）                     |                                                  | 初入閣                               |
| 外務大臣                        | 宇野宗佑                                         |                                                  | 衆議院 自由民主党 （中曽根派）                   |                                                  | 再入閣                               |
| 大蔵大臣                        | 宮澤喜一                                         |                                                  | 衆議院 自由民主党 （宮澤派）                     |                                                  | 再任 1988年12月9日辞任               |
| 大蔵大臣                        | 竹下登                                           |                                                  | 衆議院 自由民主党 （竹下派）                     | 内閣総理大臣兼任                                 | 1988年12月9日就任 1988年12月24日辞任 |
| 大蔵大臣                        | 村山達雄                                         |                                                  | 衆議院 自由民主党 （宮澤派）                     |                                                  | 1988年12月24日就任 再入閣            |
| 文部大臣                        | 中島源太郎                                       |                                                  | 衆議院 自由民主党 （安倍派）                     | 国立国会図書館連絡調整委員会委員                 | 初入閣                               |
| 厚生大臣                        | 藤本孝雄                                         |                                                  | 衆議院 自由民主党 （河本派）                     | 年金問題担当                                     | 再入閣                               |
| 農林水産大臣                    | 佐藤隆                                           |                                                  | 衆議院 自由民主党 （安倍派）                     |                                                  | 初入閣                               |
| 通商産業大臣                    | 田村元                                           |                                                  | 衆議院 自由民主党 （竹下派）                     |                                                  | 再任                                 |
| 運輸大臣                        | 石原慎太郎                                       |                                                  | 衆議院 自由民主党 （安倍派）                     | 新東京国際空港問題担当                           | 再入閣                               |
| 郵政大臣                        | 中山正暉                                         |                                                  | 衆議院 自由民主党 （中曽根派）                   |                                                  | 初入閣                               |
| 労働大臣                        | 中村太郎                                         |                                                  | 衆議院 自由民主党 （竹下派）                     |                                                  | 初入閣                               |
| 建設大臣                        | 越智伊平                                         |                                                  | 衆議院 自由民主党 （中曽根派）                   | 国際花と緑の博覧会担当                           | 初入閣                               |
| 自治大臣 国家公安委員会委員長   | 梶山静六                                         |                                                  | 衆議院 自由民主党 （竹下派）                     |                                                  | 初入閣                               |
| 内閣官房長官                    | 小渕恵三                                         |                                                  | 衆議院 自由民主党 （竹下派）                     |                                                  | 再入閣                               |
| 総務庁長官                      | 高鳥修                                           |                                                  | 衆議院 自由民主党 （竹下派）                     |                                                  | 初入閣                               |
| 北海道開発庁長官 沖縄開発庁長官 | 粕谷茂                                           |                                                  | 衆議院 自由民主党 （宮澤派）                     | 沖縄開発庁長官兼任                               | 初入閣                               |
| 防衛庁長官                      | 瓦力                                             |                                                  | 衆議院 自由民主党 （宮澤派）                     |                                                  | 初入閣 1988年8月24日辞任             |
| 防衛庁長官                      | 田沢吉郎                                         |                                                  | 衆議院 自由民主党 （宮澤派）                     |                                                  | 1988年8月24日就任 再入閣             |
| 経済企画庁長官                  | 中尾栄一                                         |                                                  | 衆議院 自由民主党 （中曽根派）                   |                                                  | 初入閣                               |
| 科学技術庁長官                  | 伊藤宗一郎                                       |                                                  | 衆議院 自由民主党 （河本派）                     | 原子力委員会委員長                               | 再入閣                               |
| 環境庁長官                      | 堀内俊夫                                         |                                                  | 衆議院 自由民主党 （安倍派）                     |                                                  | 初入閣                               |
| 国土庁長官                      | 奥野誠亮                                         |                                                  | 衆議院 自由民主党 （無派閥）                     | 土地対策担当                                     | 再入閣 1988年5月13日辞任             |
| 国土庁長官                      | 内海英男                                         |                                                  | 衆議院 自由民主党 （竹下派）                     | 土地対策担当                                     | 1988年5月13日就任 再入閣             |

### 内閣官房副長官・内閣法制局長官
- 1987年（昭和62年）11月6日任命。

| 職名           | 氏名     | 所属                         | 備考     |
| -------------- | -------- | ---------------------------- | -------- |
| 内閣官房副長官 | 小沢一郎 | 衆議院／自由民主党（竹下派） | 政務担当 |
| 内閣官房副長官 | 石原信雄 | 元自治事務次官               | 事務担当 |
| 内閣法制局長官 | 味村治   | 元東京高等検察庁検事長       |          |

### 政務次官
- 1987年（昭和62年）11月10日任命。

| 職名               | 氏名       | 所属                           | 備考              |
| ------------------ | ---------- | ------------------------------ | ----------------- |
| 法務政務次官       | 藤野賢二   | 参議院／自由民主党（安倍派）   |                   |
| 外務政務次官       | 浜田卓二郎 | 衆議院／自由民主党（宮澤派）   |                   |
| 大蔵政務次官       | 平沼赳夫   | 衆議院／自由民主党（安倍派）   |                   |
| 大蔵政務次官       | 佐藤栄佐久 | 参議院／自由民主党（宮澤派）   | 1988年7月22日辞任 |
| 大蔵政務次官       | 大浜方栄   | 参議院／自由民主党（竹下派）   | 1988年7月22日就任 |
| 文部政務次官       | 船田元     | 衆議院／自由民主党（竹下派）   |                   |
| 厚生政務次官       | 長野祐也   | 衆議院／自由民主党（中曽根派） |                   |
| 農林水産政務次官   | 北口博     | 衆議院／自由民主党（宮澤派）   |                   |
| 農林水産政務次官   | 吉川博     | 参議院／自由民主党（安倍派）   |                   |
| 通商産業政務次官   | 浦野烋興   | 衆議院／自由民主党（宮澤派）   |                   |
| 通商産業政務次官   | 倉田寛之   | 参議院／自由民主党（安倍派）   |                   |
| 運輸政務次官       | 久間章生   | 衆議院／自由民主党（竹下派）   |                   |
| 郵政政務次官       | 白川勝彦   | 衆議院／自由民主党（宮澤派）   |                   |
| 労働政務次官       | 浦田勝     | 参議院／自由民主党（竹下派）   |                   |
| 建設政務次官       | 古賀誠     | 衆議院／自由民主党（宮澤派）   |                   |
| 自治政務次官       | 森田一     | 衆議院／自由民主党（宮澤派）   |                   |
| 総務政務次官       | 熊川次男   | 衆議院／自由民主党（中曽根派） |                   |
| 北海道開発政務次官 | 上草義輝   | 衆議院／自由民主党（中曽根派） |                   |
| 防衛政務次官       | 高村正彦   | 衆議院／自由民主党（河本派）   |                   |
| 経済企画政務次官   | 臼井日出男 | 衆議院／自由民主党（河本派）   |                   |
| 科学技術政務次官   | 竹山裕     | 参議院／自由民主党（竹下派）   |                   |
| 環境政務次官       | 杉元恒雄   | 参議院／自由民主党（中曽根派） | 1988年7月22日辞任 |
| 環境政務次官       | 石井道子   | 参議院／自由民主党（宮澤派）   | 1988年7月22日就任 |
| 沖縄開発政務次官   | 岡野裕     | 参議院／自由民主党（竹下派）   |                   |
| 国土政務次官       | 大原一三   | 衆議院／自由民主党（竹下派）   |                   |

## 勢力早見表
- 内閣発足当初（前内閣の事務引継は除く）。
- 太字は自民党総裁並びにいわゆる自民党三役。
- 内閣官房副長官（政務）は政務次官に含む。

| 名称     | 勢力 | 国務大臣 | 政務次官 | その他                   |
| -------- | ---- | -------- | -------- | ------------------------ |
| 竹下派   |      | 6        | 7        | 総裁、国会対策委員長     |
| 宮澤派   |      | 4        | 7        | 参議院議長、総務会長     |
| 安倍派   |      | 4        | 4        | 幹事長、参議院議員会長   |
| 中曽根派 |      | 4        | 4        | 衆議院議長、政務調査会長 |
| 河本派   |      | 2        | 2        |                          |
| 二階堂G  |      | 0        | 0        |                          |
| 無派閥   |      | 1        | 0        |                          |
|          |      | 21       | 24       |                          |

### 首班指名投票
第110国会
1987年11月6日
- 衆議院[1]

竹下登（自由民主党）-299票、土井たか子（日本社会党）-145票、塚本三郎（民社党）-27票、宮本顕治（日本共産党）-26票、無効票-1票
- 参議院[2]

竹下登（自由民主党）-143票、土井たか子（日本社会党）-72票、宮本顕治（日本共産党）-15票、塚本三郎（民社党）-12票、白票-4票

## 内閣の動き
竹下を後継総裁に指名した中曽根裁定の経緯と、竹下派と河本派の良好な関係により、自由民主党の5大派閥がすべて主流派に取り込まれたため、結党以来初めての党内非主流派を閣僚にもたない総主流派内閣となった。
目玉政策としてふるさと創生事業を打ち出し、改造内閣の時期を含めて総額一律一億円を使途無限定で各市区町村に交付した。
前内閣時に野党の強い反対をかわして路線決定されていた少額貯蓄非課税制度（マル優）の対象者限定は本内閣のもとで実施された。またリクルート事件問題化の逆風のさなかに不評な消費税法案を提出し、法案責任者の大蔵大臣が事件引責辞任し首相が蔵相を兼任する中で法案を成立させた。法案成立直後に内閣改造。